# Los viajes de Gulliver
Los viajes de Gulliver (en inglés Travels into Several Remote Nations of the World, in Four Parts. By Lemuel Gulliver, First a Surgeon, and then a Captain of Several Ships (Viajes a varias naciones remotas del mundo, en cuatro partes. por Lemuel Gulliver, primero cirujano y luego capitán de varios barcos), o de forma abreviada Gulliver's Travels, 1725, modificada en 1735) es una sátira en prosa del escritor y clérigo irlandés Jonathan Swift, en la cual se burla del subgénero literario de los "relatos de viajes" de la sociedad europea de su tiempo e incluso de la naturaleza humana.  
El libro se volvió famoso tan pronto como fue publicado; John Gay dijo en una carta en 1726 a Swift que «es universalmente leído, desde el Gabinete del Consejo hasta la guardería»; desde entonces, nunca ha dejado de imprimirse y ha inspirado numerosas alusiones, adaptaciones e imitaciones. 

## Argumento
El libro se nos presenta como la narración de un viajero llamado Lemuel Gulliver, quien fue «al principio un cirujano, y luego un capitán de diversos barcos». El texto es presentado como una narración en primera persona por el supuesto autor, y el nombre «Gulliver» no aparece en el libro más que en el título. Está dividido en cuatro partes, cada una representando un viaje diferente.

## Estructura

### Parte I: viaje a Liliput
4 de mayo de 1699-13 de abril de 1702

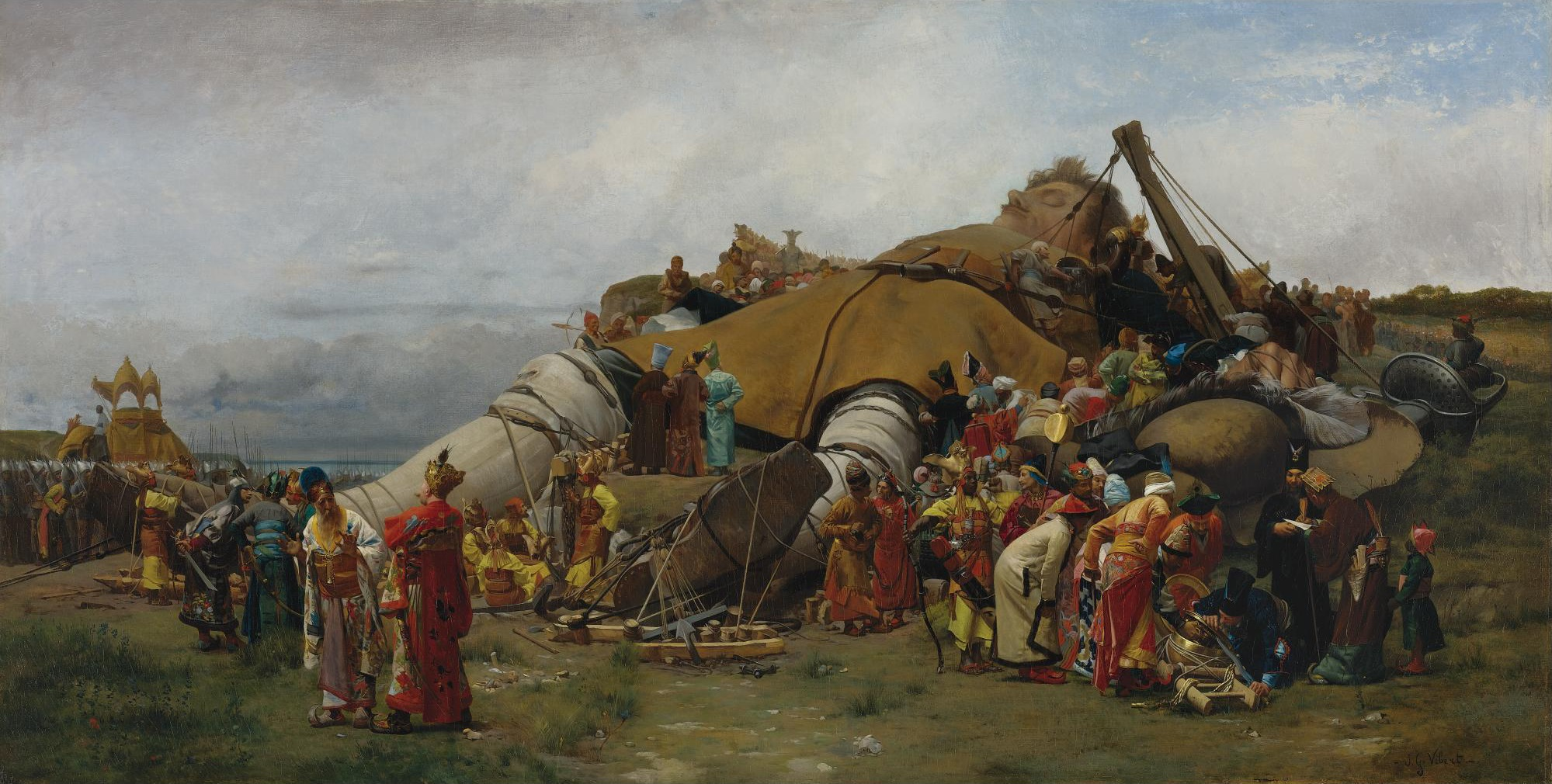
Gulliver, capturado por los liliputienses. Óleo de Vibert (ca. 1870).

El libro comienza con un pequeño preámbulo en el que Lemuel Gulliver, en el estilo de los libros de la época, da una pequeña reseña sobre su vida e historia antes de sus viajes. Cuenta su procedencia, sus estudios y sus aficiones; entre ellas viajar. Se establece como médico, pero ante las dificultades económicas decide embarcarse para mejorar su situación.
Su primer viaje, como cirujano de a bordo, es en el Antílope, que zarpa de Bristol en mayo de 1699. En las cercanías de la Tierra de van Diemen (actual Tasmania) el navío naufraga y Gulliver llega a la costa después de nadar, cae en la playa y se queda dormido.
Al despertar, descubre que ha sido hecho prisionero por una raza de personas de un tamaño doce veces menor que un ser humano, es decir de menos de 15 cm de altura, habitantes del país isleño de Liliput.
Después de prometer un buen comportamiento, obtiene la libertad y se convierte en el favorito en la corte. Desde este momento, el relato recoge las observaciones de Gulliver en la Corte del soberano de Liliput, modelada sobre la contemporánea de Gran Bretaña.  También se le autoriza a caminar por la ciudad con la condición de no dañar a los súbditos.
Se menciona entonces una guerra que Liliput sostiene con un estado rival; Blefusco, cuyos habitantes son del mismo tamaño que los liliputienses. La narración satiriza los conflictos religiosos de la Europa de la época. Gulliver interviene apresando, merced a su gran tamaño, la flota enemiga; esto le vale la concesión de un título honorífico. Sin embargo, cae en desgracia al negarse a convertir a Blefusco en una mera provincia de Liliput, disgustando al rey y a la corte. Acusan a Gulliver de traición por, entre otros delitos, "hacer aguas menores" en la capital, aunque estaba apagando un fuego y salvando así numerosas vidas. Le enjuician y condenan a ser cegado, pero con la ayuda de un buen amigo, Gulliver consigue escapar hasta Blefusco el rey lo acoge para tener una herramienta de guerra pero al pasar del tiempo Gulliver arregla un bote abandonado y consigue ser rescatado por un barco que lo lleva de vuelta a su hogar.

### Parte II: viaje a Brobdingnag
20 de junio de 1702-3 de junio de 1706

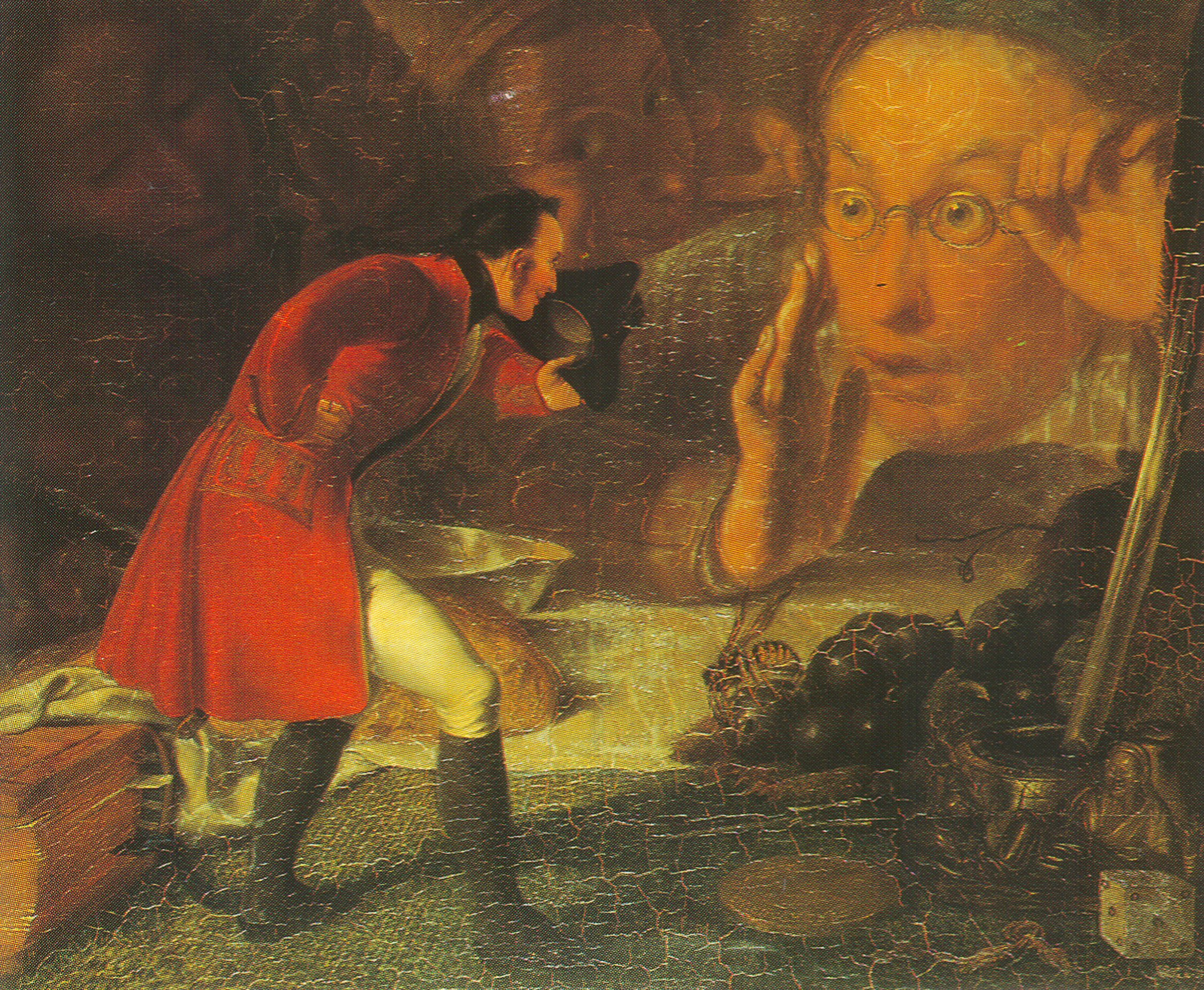
Gulliver exhibido al granjero de Brobdingnag, por Richard Redgrave

Inquieto, Gulliver emprende de nuevo viaje. Cuando el barco Adventure es desviado por las tormentas y forzado a ir a una isla en busca de agua dulce, el grupo de desembarco es perseguido por seres de gigantesca estatura. Gulliver, abandonado por sus compañeros, huye hasta un campo de cereal y allí es encontrado por un granjero perteneciente a esta raza, de 22 metros de altura: la escala de Brobdingnag es alrededor de 12:1, en comparación con la de Liliput que era 1:12, a partir del cálculo que hace Gulliver de que el paso de un hombre era 10 yardas (9m). El granjero lo lleva a su casa y su hija, Glumdalclitch, cuida de Gulliver. El granjero lo trata como una curiosidad y lo exhibe por dinero.
De este modo Gulliver recorre el país, que lleva el nombre de Brobdingnag, aislado del resto del mundo por grandes montañas. En su viaje a través de Brobdingnag, llegan a la capital: Lorbrulgrud y el espectáculo es presentado en la Corte. La Reina, fascinada por la personalidad de Gulliver, lo compra para llevárselo como favorito. Los espectáculos constantes han enfermado a Lemuel, y por eso el granjero lo vende a la reina. La hija del granjero (que acompañaba a su padre mientras exponía a Gulliver) entra al servicio de la reina para cuidar de Gulliver.
Como Gulliver es demasiado pequeño para usar sus sillas, camas, cuchillos y tenedores, la Reina manda construir una pequeña casa en la que puede ser transportado de un lugar a otro; se le llama su "caja de viaje". El viajero queda expuesto a diversas aventuras en razón de su pequeño tamaño, como la lucha contra avispas gigantes y que un mono lo lleve al tejado; mientras, discute el estado de Europa con el rey. El rey no está muy contento con los relatos que hace de Gulliver sobre Europa, especialmente al conocer el uso de rifles y cañones.
En una excursión a la costa, la "caja de viaje" es atrapada por un águila gigantesca que termina soltándola sobre el mar, de donde es rescatado por un navío con el que retorna a Inglaterra.

### Parte III: viaje a Laputa,Balnibarbi, Luggnagg, Glubbdubdrib y Japón

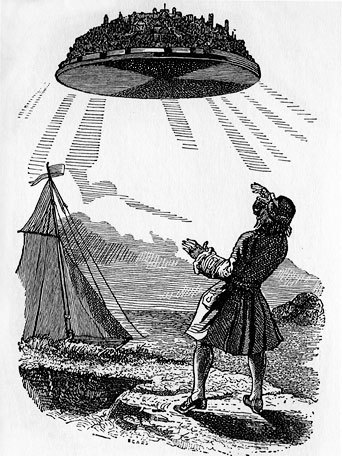
Gulliver descubre Laputa, la isla voladora (ilustración de J.J. Grandville.)

Emprendiendo un nuevo viaje, el barco de Gulliver es atacado por piratas y grandes barcos y es dejado a la deriva cerca de una desolada isla rocosa cercana a la India. Afortunadamente es rescatado por la isla flotante de Laputa, un reino dedicado a las artes de la música, las matemáticas y la astronomía pero absolutamente incapaz de utilizarlas de modo práctico.
El método de Laputa de tirar rocas sobre las ciudades rebeldes parece también una de las primeras veces en las que el bombardeo aéreo fue concebido como un método de guerra. Gulliver visita Balnibarbi, el reino gobernado desde Laputa, (una sátira de la Irlanda sometida a Inglaterra, que sería Laputa) como un invitado de un cortesano de baja graduación y ve la ruina provocada por la búsqueda ciega de la ciencia sin resultados prácticos en una sátira sobre la burocracia y la Royal Society y sus experimentos.
En la Gran Academia de Lagado, se invierten enormes recursos en investigaciones totalmente ridículas como extraer rayos de sol de pepinos, ablandar el mármol para usarlo como almohadas, aprender cómo mezclar pintura por el olfato, y descubrir conspiraciones políticas examinando los excrementos de personas sospechosas (véase Muckraker).
Gulliver es llevado entonces a Maldonado, el puerto principal, para esperar a un mercader que lo pueda llevar a Japón. Mientras espera el pasaje, Gulliver hace un pequeño viaje a la isla de Glubbdubdrib, donde visita la vivienda de un mago y habla de historia con los fantasmas de hombres célebres, metáfora del tema de los «antiguos contra los modernos» en el libro. También se encuentra con los struldbrugs (en Luggnagg), inmortales aunque desfortunadamente no jóvenes por siempre, al contrario, viejos y con las enfermedades de la vejez y a los que se considera legalmente muertos a los ochenta años de edad. Después de alcanzar Japón, Gulliver pide al Emperador que le exima de pisotear el crucifijo, ceremonia impuesta a los extranjeros, a lo que el monarca accede. Gulliver vuelve a casa determinado a pasar allí el resto de sus días.

### Parte IV: viaje al país de los Houyhnhnms
7 de septiembre de 1710-5 de diciembre de 1715

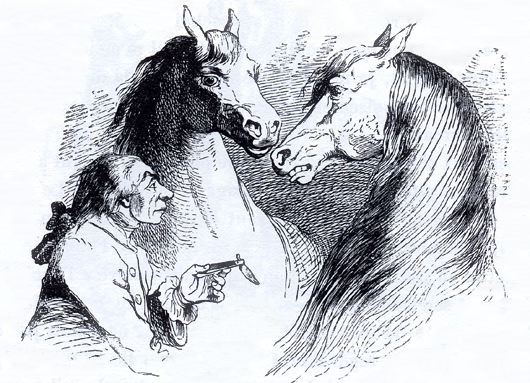
Gulliver discutiendo con Houyhnhnms (ilustración de 1856 por J.J. Grandville.)

A pesar de su intención de quedarse en su hogar, Gulliver vuelve a la mar como el capitán de un mercante de 35 toneladas ya que se aburre como cirujano. En este viaje se ve forzado a encontrar a añadidos a su tripulación, y cree que estos nuevos tripulantes vuelven contra él al resto de la tripulación. Estos se amotinan y, después de mantenerlo a bordo contra su voluntad, deciden dejarlo en el primer pedazo de tierra que ven y continuar su viaje como piratas. Es abandonado en un bote salvavidas y llega primero ante una raza de lo que parecen horribles criaturas deformes a las que concibe una antipatía violenta. Pronto conoce a un caballo hablador y se da cuenta de que estos animales —en su lenguaje Houyhnhnm, que quiere decir de naturaleza perfecta— son los gobernantes y las deformes criaturas llamadas Yahoos, son seres humanos salvajes.
Gulliver se convierte en miembro de la compañía de los caballos y llega tanto a emular como a admirar a los houyhnhnms y su estilo de vida, rechazando a los humanos como seres dotados de una apariencia de razón que solo utilizan para exacerbar los vicios que la Naturaleza les dio. Sin embargo, una asamblea de los houyhnhnms decide que Gulliver, un yahoo con algo de razón, es un peligro para su civilización y es expulsado. Es rescatado, contra su voluntad, por un barco portugués, y se disgusta al ver que el capitán Pedro de Méndes, un yahoo, es una persona generosa, cortés y sabia.
Vuelve a su hogar en Inglaterra. Sin embargo, es incapaz de reconciliarse con la vida entre los "yahoos" humanos y se convierte en un ermitaño, quedándose en casa, evitando en gran medida a su familia y su esposa, y pasando varias horas al día hablando con los caballos en sus establos.

## Composición e historia
No se sabe con certeza cuándo empezó Swift a escribir Los viajes de Gulliver (gran parte de la escritura se hizo en Loughry Manor en Cookstown, Co. Tyrone mientras Swift permaneció allí) pero algunas fuentes[cita requerida] sugieren una fecha más temprana, 1713, cuando Swift, Gay, Pope, Arbuthnot y otros formaron el Scriblerus Club con el propósito de satirizar géneros literarios populares. Según estos relatos, a Swift le encargaron escribir las memorias del autor imaginario del club, Martinus Scriblerus, y también satirizar el subgénero de "narraciones de viajes". Se sabe, a partir de la correspondencia de Swift, que la composición en sí comenzó en 1720 escribiéndose primero las partes I y II, luego la parte IV en 1723 y la parte III escrita en 1724; pero se iban haciendo reformas incluso mientras Swift estaba escribiendo las Cartas de Drapier. Para agosto de 1725, el libro estaba terminado y como Los viajes de Gulliver era una sátira claramente antiwhig , es probable que Swift hiciera que el manuscrito se copiara de manera que su forma de escribir no pudiera usarse como prueba si se le perseguía por ella, como había ocurrido con algunos de sus panfletos irlandeses (las Cartas de Drapier). En marzo de 1726, Swift viajó a Londres para que le publicaran su obra; el manuscrito fue entregado en secreto al editor Benjamin Motte, quien usó cinco imprentas diferentes para acelerar la producción y evitar la piratería. Motte, reconociendo un superventas, pero temeroso de la persecución, cortó o alteró los pasajes más ofensivos (como las descripciones de los concursos cortesanos en Liliput y la rebelión de Lindalino), añadió algo de material en defensa de la reina Ana en la parte II, y lo publicó. La primera edición fue lanzada en dos volúmenes el 28 de octubre de 1726, con el precio de 8s. 6d.
Motte publicó Los viajes de Gulliver anónimamente, y como ocurría a menudo con las obras de moda, le siguieron muchas secuelas (Memoirs of the Court of Lilliput), parodias (Two Lilliputian Odes, The first on the Famous Engine With Which Captain Gulliver extinguish'd the Palace Fire...) y "claves" (Gulliver Decipher'd y Lemuel Gulliver's Travels into Several Remote Regions of the World Compendiously Methodiz'd, el segundo por Edmund Curll que había escrito, de forma semejante, una "clave" del Cuento de una barrica de Swift en 1705). En su mayor parte, se imprimieron anónimamente (ocasionalmente, pseudoanónimamente) y rápidamente se olvidaron. Swift no tuvo nada que ver con ellas y las desautorizó en la edición de Faulkner de 1735. El amigo de Swift, Alexander Pope, escribió un conjunto de cinco Verses on Gulliver's Travels, que gustaron tanto a Swift que los añadió a la segunda edición del libro, aunque actualmente rara vez se incluyen.

### La edición de Faulkner (1735)
En 1735, un editor irlandés, George Faulkner, imprimió un conjunto de obras de Swift, cuyo volumen II contenía Los viajes de Gulliver. Tal como se revela en la "Advertencia al lector" de Faulkner, Faulkner tuvo acceso a una copia anotada de la obra de Motte por parte de "un amigo del autor" (es creencia generalizada que es el amigo de Swift Charles Ford) que reprodujo la mayor parte del manuscrito sin las enmiendas de Motte, habiéndose destruido el manuscrito original. Se cree también, aunque no se ha podido probar, que Swift al menos revisó pruebas de la edición de Faulkner antes de su impresión. En general, esta es la que se considera edición príncipe de Los viajes de Gulliver con una pequeña excepción. Esta edición tenía una pieza añadida de Swift, A letter from Capt. Gulliver to his Cousin Sympson ("Una carta del capitán Gulliver a su primo Sympson"), que se quejaba de las alteraciones de Motte al texto original, diciendo que lo había cambiado tanto que "difícilmente la reconozco como obra mía" y repudiando todos los cambios de Motte así como todas las "claves", libelos, parodias, segundas partes y continuaciones que habían aparecido en los años intermedios. Esta carta ahora forma parte de muchos textos estándares.

### Lindalino
El episodio de cinco párrafos en la Parte III, narrando la rebelión de la ciudad superficial de Lindalino contra la isla volante de Laputa, era una alegoría obvia del asunto de las Cartas de Drapier del que Swift estaba orgulloso. Lindalino representaba a Dublín y las imposiciones de Laputa representaban la imposición británica de la moneda corriente de cobre de mala calidad de William Wood. Faulkner había omitido este pasaje, bien por sensibilidad política al ser un editor irlandés imprimiendo una sátira antibritánica, o posiblemente porque el texto con el que trabajaba no incluía el pasaje. En 1899, el fragmento fue incluido en una nueva edición de las Obras completas. Las ediciones modernas derivan de la edición de Faulkner con la inclusión de este añadido de 1899.
Isaac Asimov señala en The Annotated Gulliver que Lindalino se considera que es trasunto de Dublín, compuesta por doble "lins"; de ahí, Dublín.

## Temas principales

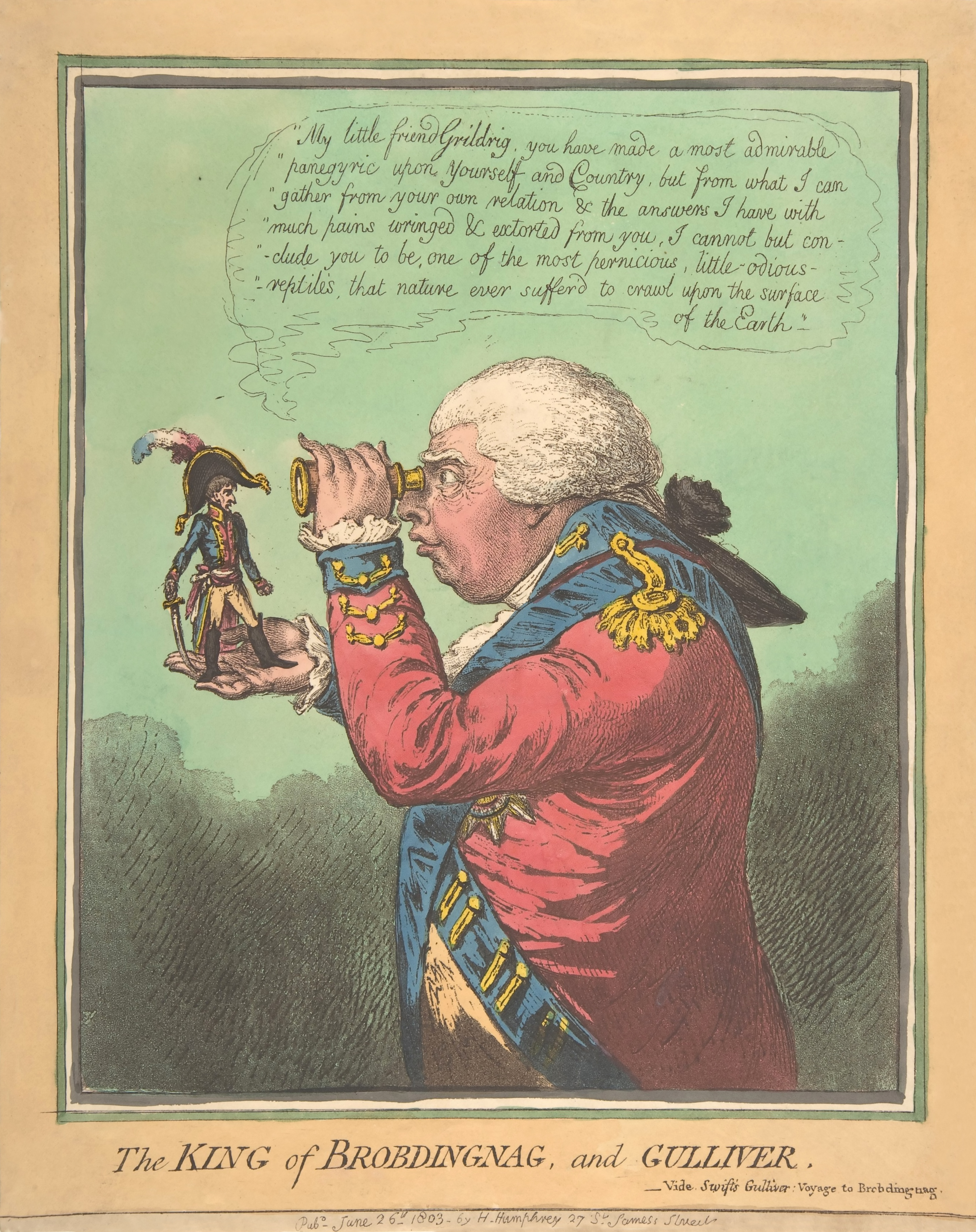
El rey de Brobdingnag y Gulliver (1803), Metropolitan Museum of Art

Los viajes de Gulliver ha recibido varios calificativos: desde sátira menipea a historia para niños, de proto-ciencia ficción a predecesor de la novela moderna.
Publicada siete años después del exitoso Robinson Crusoe de Daniel Defoe, Los viajes de Gulliver puede verse como una refutación sistemática del relato optimista de Defoe sobre la capacidad humana. En The Unthinkable Swift: The Spontaneous Philosophy of a Church of England Man, Warren Montag arguye que Swift se preocupó por rechazar la idea de que el individuo precede a la sociedad, como parece sugerir la novela de Defoe. Swift consideraba este pensamiento como un apoyo peligroso a la filosofía política radical de Thomas Hobbes y por esta razón Gulliver se encuentra una y otra vez con sociedades establecidas, más que en islas desiertas. El capitán que invita a Gulliver a trabajar como cirujano en su barco durante el desastroso tercer viaje, se llama Robinson.
El estudioso Allan Bloom señala que la crítica de Swift a la ciencia (los experimentos de Laputa) es el primer cuestionamiento realizado por un demócrata liberal moderno de los efectos y el coste para una sociedad que acepta y celebra políticas que persiguen el progreso científico.
Una posible razón para que este libro haya conseguido el estatus de clásico es que puede verse de maneras diferentes por personas diversas. En términos generales, los temas del libro son tres:
- Una visión satírica del estado de los gobiernos europeos, y las mínimas diferencias entre religiones.
- Una indagación sobre si el hombre es inherentemente corrupto o se convierte en corrupto.
- Una nueva afirmación de la vieja controversia de "lo antiguo frente a lo moderno" que Swift ya había tratado en La batalla de los libros.

En términos de narrativa y construcción, las partes siguen una pauta:
- Las causas de las desgracias de Gulliver se hacen cada vez más perversas conforme pasa el tiempo: primero sufre un naufragio, luego lo abandonan, a la tercera lo atacan desconocidos y finalmente lo ataca su propia tripulación.
- La actitud de Gulliver se endurece conforme el libro progresa: está sinceramente sorprendido por la maldad y el politiqueo de los liliputienses, pero encuentra que el comportamiento de los yahoos en la cuarta parte del libro un reflejo del comportamiento humano.
- Cada parte es el reverso de la anterior: Gulliver es grande/pequeño/sabio/ignorante, los países son complejos/simples/científicos/naturales, y las formas de gobierno son peor/mejor/peor/mejor que la de Inglaterra.
- El punto de vista de Gulliver entre partes se ve reflejada por la de sus antagonistas en la parte contrastante: Gulliver ve a los pequeños liliputienses como perversos y sin escrúpulos, y luego el rey de Brobdingnag ve Europa exactamente de la misma manera; Gulliver ve a los laputianos como irracionales, y su amo houyhnhnm ve así a la humanidad.
- Ninguna forma de gobierno es ideal: los simplistas brobdingnagianos disfrutan de las ejecuciones públicas y tienen las calles infestadas de mendigos, los honestos y estirados houyhnhnms que no tienen palabra para la mentira son felices de suprimir la verdadera naturaleza de Gulliver como yahoo y son igualmente indiferentes sobre su reacción al ser expulsado.
- Individuos específicos pueden ser buenos incluso si la raza es mala: Gulliver encuentra un amigo en todos sus viajes y, a pesar del rechazo y el horror de Gulliver hacia todos los yahoos, es tratado muy bien por el capitán portugués Don Pedro, que lo devuelve a Inglaterra al final de la novela.

Igualmente interesante es el personaje mismo de Gulliver: progresa desde un optimismo alegre al comienzo de la primera parte al pomposo misántropo del final. En este sentido, Los viajes de Gulliver es una novela compleja y muy moderna. Hay sutiles cambios a lo largo del libro, como cuando Gulliver empieza a ver a todos los humanos, no solo los de la tierra de Houyhnhnm, como yahoos.
A lo largo de la novela, se presenta a Gulliver como crédulo; se cree todo lo que le dicen, nunca capta significados profundos, es un hombre honesto, y espera que los demás también lo sean. Esto logra diversión e ironía; lo que Gulliver dice puede confiarse en que es exacto, y no siempre entiende el significado de lo que él percibe.
También, aunque se presenta a Gulliver como un "hombre de la calle" común y corriente, al que le falta educación superior, posee una notable habilidad natural para los idiomas. Rápidamente habla con fluidez la lengua nativa de cualquier tierra extraña en la que se encuentra, un recurso literario que añade gran comprensión y humor a la obra de Swift.
A pesar de la hondura y sutileza del libro, a menudo se le considera como una historia para niños, por la popularidad de la sección de Liliput (frecuentemente expurgada) como un libro para niños. Aún pueden comprarse libros titulados Los viajes de Gulliver que contienen solo partes del viaje a Liliput.

### Análisis de los personajes
Pedro de Mendez es el nombre del capitán portugués que rescata a Gulliver en el Libro IV. Cuando Gulliver se ve obligado a abandonar la isla de Houyhnhnms, su plan es "descubrir alguna isla deshabitada" donde vivir en soledad. En lugar de eso, le rescata la tripulación de Don Pedro. A pesar del aspecto de Gulliver, vestido con pieles y hablando como un caballo, Don Pedro lo trata con compasión y lo lleva a Lisboa.
Aunque Don Pedro aparece solo brevemente, se ha convertido en una figura importante en el debate entre la llamada "escuela blanda" y "escuela dura" de lectores de Los viajes de Gulliver. Los críticos "blandos" sostienen que Gulliver es objeto de la sátira de Swift y que Don Pedro representa un ideal de generosidad y humana bondad. Para los críticos de la escuela dura, Gulliver ve el desnudo fracaso como centro de la naturaleza humana, y Don Pedro es solo un personaje menor que, en palabras de Gulliver, es "un animal dotado de alguna parte de razón".

## Influencias culturales

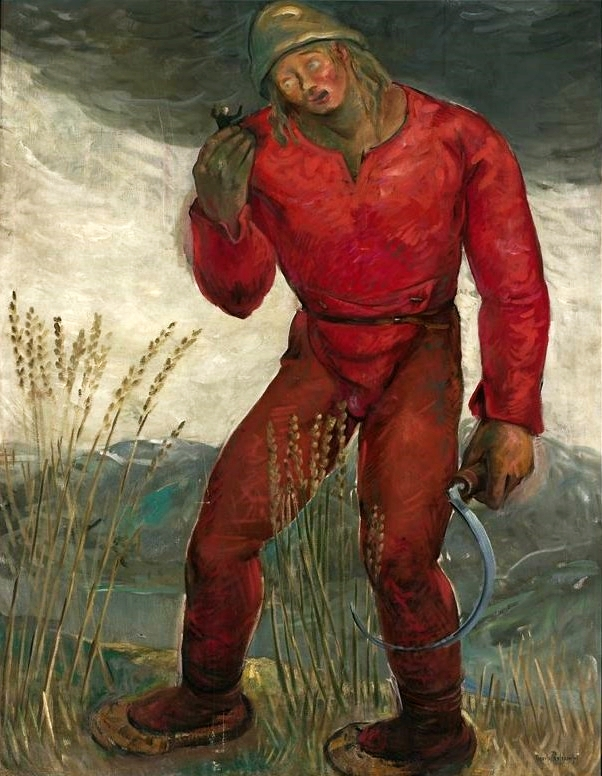
Gulliver y un gigante, una pintura de Tadeusz Pruszkowski (Museo Nacional en Varsovia).

Desde 1738 hasta 1746, Edward Cave publicó en números ocasionales de The Gentleman's Magazine relatos semificticios de debates contemporáneos en las dos Cámaras del Parlamento bajo el título de Debates en el Senado de Liliput. El nombre de los intervinientes en los debates, otros individuos mencionados, políticos y monarcas actuales y pasados, y la mayor parte de los demás países y ciudades de Europa ("Degulia") y América ("Columbia") estaban apenas disimulados bajo una variedad de seudónimos swiftianos. Los nombres encubiertos, y la pretensión de que los relatos eran realmente traducciones de discursos de políticos liliputienses, fueron una reacción a una ley del Parlamento que prohibía la publicación de relatos de sus debates. Cave empleó a diversos escritores para esta serie: William Guthrie (junio de 1738-noviembre de 1740), Samuel Johnson (noviembre de 1740-febrero de 1743), y John Hawkesworth (febrero de 1743-diciembre de 1746).
Es posible que esta obra de Swift influyera en un relato de Voltaire:  Micromégas, de 1750, el cual relata la visita a la Tierra de un gigantesco ser extraterrestre. En la misma narración aparece una mención sobre las lunas de Marte similar a la del Viaje a Laputa.
El cráter Swift, sobre Deimos, luna de Marte, recibe este nombre por Jonathan Swift.
El término liliputiense ha entrado en muchos idiomas como adjetivo que significa "pequeño y delicado". Hay incluso una marca de pequeños cigarros llamada Lilliput. Hay una serie de casas coleccionables de modelo conocidas como "Lilliput Lane". La bombilla de rosca más pequeña (5mm de diámetro) en la serie de rosca Edison se llama la "rosca Edison Liliput". En neerlandés y en checo, las palabras Lilliputter y liliput(á)n respectivamente se usan para adultos con estatura inferior a 1,30 m. Brobdingnagian aparece en el Oxford English Dictionary como sinónimo de muy grande o gigantesco.
En la misma línea, el término yahoo se encuentra a menudo como sinónimo de rufián o matón. En el Oxford English Dictionary está definido como "una persona violenta, grosera o ruidosa" y sus orígenes se atribuyen a Los viajes de Gulliver de Swift.
En la disciplina de arquitectura de computadoras, los términos big-endian y little-endian se usan para describir dos posibles maneras de ordenar los bytes en la memoria. Los términos derivan de uno de los conflictos satíricos del libro, en que dos sectas religiosas de liliputienses están divididas entre aquellos que rompen el huevo cocido por la parte estrecha y los que lo hacen por la ancha.

## En otras obras

### Secuelas e imitaciones
- A la inicial publicación de Los viajes de Gulliver le siguieron muchas secuelas.
- La primera fue una obra publicada anónimamente, Memoirs of the Court of Lilliput,[19] publicada en 1727, que amplía el relato de la estancia de Gulliver en Liliput y Blefuscu añadiendo varios cotilleos sobre episodios escandalosos en la corte liliputiense.
- Abbé Pierre Desfontaines, el primer traductor de la historia de Swift al francés, escribió una secuela, Le Nouveau Gulliver ou Voyages de Jean Gulliver, fils du capitaine Lemuel Gulliver (El nuevo Gulliver, o los viajes de John Gulliver, hijo del capitán Lemuel Gulliver), publicada en 1730.[20] El hijo de Gulliver tiene varias aventuras fantásticas y satíricas.
- Donald Grant Mitchell versionó la parte I de la novela en forma de cuento para niños, se publicó en la revista St. Nicholas en 1874.[21]
- El escritor de ciencia ficción soviético-ucraniano Vladímir Savchenko publicó Quinto viaje de Gulliver-El viaje de Lemuel Gulliver, primero un cirujano, y luego un capitán de varios barcos a la tierra de los Tikitakas (en ruso, Пятое путешествие Гулливера – Путешествие Лемюэля Гулливера, сначала хирурга, а потом капитана нескольких кораблей, в страну тикитаков), una secuela a la serie original en la cual se destaca el rol de Gulliver como cirujano; los tikitakas se inyectan el jugo de una fruta especial para hacer transparente su piel, de manera que consideran a la gente de piel "opaca" reservados y desagradables.
- Los viajes de Gulliver más allá de la Luna (ガリバーの宇宙旅行 Garibā no Uchū Ryokō, "Los viajes espaciales de Gulliver") es un animé del año 1965, que presenta a   Gulliver ya viejo en un viaje espacial, en compañía de un chico, un cuervo, un soldado de juguete hablador y un perro. La película, aunque era una producción para niños, presentaba un mundo extraterrestre donde los robots habían tomado el pode, con lo cual continuaba la veta crítica de Swift.
- Hanna-Barbera produjo dos adaptaciones de Los viajes de Gulliver, una fue una serie de animación para la televisión titulada Las aventuras de Gulliver desde 1968 hasta 1969 y la otra fue un especial animado para la televisión de 1979 titulado Los viajes de Gulliver.
- El médico estadounidense John Paul Brady publicó en 1987 Un viaje a Inishneefa: un relato de primera mano del quinto viaje de Lemuel Gulliver (Santa Bárbara: John Daniel), una parodia de la historia irlandesa al estilo de Swift.
- "L. Gulliver" aparece en el cómic de Alan Moore The League of Extraordinary Gentlemen volumen 1 como un miembro de una anterior Sociedad de Hombres Extraordinarios desde los años 1780.[22]
- Frigyes Karinthy convirtió a Gulliver en el héroe de sus dos novelas: Viaje a Fa-re-mi-do (1916) y Capillaria (1920) [18].
- Lao She escribió "Notas sobre la ciudad de los gatos"  en el estilo de Swift. La civilización de los gatos marcianos es una sátira sobre la sociedad china contemporánea del autor.
- El escritor húngaro en esperanto Sándor Szathmári escribió su novela Viaje a Kazochinia en forma de otro viaje de Gulliver.
- El escritor argentino Edgar Brau escribiò una novela titulada: El último Viaje del capitán Lemuel Gulliver, publicada en 1998. La historia está situada en 1722, justo después del último viaje de Gulliver y se sitúa en el Río de la Plata. En el mismo estilo de Swift, el autor satiriza las costumbres de la sociedad argentina.
- El escritor canadiense Brett Wiens escribió On Swift Wings: The Travails of Cygnus, (Sobre las alas de Swift: Los trabajos de Cygnus) publicada en 2019; una actualización de "Los Viajes de Gulliver".  El protagonista es Cygnus, un joven que sobrevive a un accidente de avión, en una isla donde habitan los pueblos descriptos en la novela de Swift, quienes han evolucionado durante los tres siglos transcurridos a partir de su interacción con Gulliver.

### Alusiones
- En la novela de Dostoyevsky, Los endemoniados (1872) se hace alusión a que Gulliver, al regresar de Liliput, se consideraba a sí mismo un gigante como ejemplo de la fuerza de la costumbre en la vida de Stepan Trofimovich Verhovenski, uno de sus protagnistas.[23]

- La historia corta de Philip K. Dick "Prize Ship" (1954) se refiere vagamente a Los viajes de Gulliver[24]
- En el noveno libro de la serie The Time Wars, The Lilliput Legion ("La legión liliputiense") de Simon Hawke, los protagonistas se encuentran con Lemuel Gulliver y batallan con el ejército que le pone título a la obra.[25]
- La serie de comedia de la BBC Radio 4 Brian Gulliver's Travels ("Los viajes de Brian Gulliver") de Bill Dare es una comedia satírica sobre un presentador de documentales de viajes, Brian Gulliver (interpretado por Neil Pearson), quien habla sobre sus aventuras en el continente todavía no descubierto de Clafenia. Los viajes de Gulliver fue el único libro que Dare leyó mientras estaba en la universidad.[26]
- El animé del año 1986 Laputa: Castillo en el cielo (japonés: 天空の城ラピュタ, / Tenkū no Shiro Rapyuta) dirigido por Hayao Miyazaki y lanzada por Studio Ghibli, se centra en una ciudad flotante conocida como Laputa.
- En la película Journey 2: The Mysterious Island, los mapas de los Viajes de Gulliver son un elemento de la trama que lleva a encontrar la "Isla Misteriosa" descripta por Verne. Ya en la isla, los protagonistas hallan elefante minúsculos y mariposas gigantes que evocan la fauna de Liliput y Brobdingnag.
- En la película Dr. Strangelove, un bombardero B-52 portador de cabezas nucleares tiene como objetivo un laboratorio de investigación científica en la ficticia ciudad soviética de Laputa.
- En el cuento rimado The Butter Battle Book (El libro de la batalla de la mantequilla) del escritor estadounidense Dr. Seuss los Yooks y Zooks están en guerra a causa de la manera de untar la mantequilla en el pan, en referencia a la disputa entre los liliputienses y los blefuscudianos sobre como cascar un huevo duro. En el contexto, el autor compara esta trivial diferencia con la carrera armamentista durante la Guerra Fría.
- La misma alusión aparece en la novela de Ray Bradbury, Fahrenheit 451 cuando el personaje principal, Guy Montag, lee a Millie una cita de "Los viajes de Gulliver": "Se calcula que once mil personas han sufrido la muerte en varias ocasiones en lugar de someterse a romper sus huevos en el extremo más pequeño". En este caso se refiere a que los seres humanos entran en conflicto por razones triviales o absurdas.[27]
- En la historia de Doctor Who The Mind Robber y su novelización, aparece el personaje de Gulliver entre otros habitantes de un mundo completamente ficticio.
- En Old Man's War de John Scalzi, John Perry tiene que luchar contra una raza de extraterrestres llamados los Covandu, a los cuales compara con los liliputienses por s tamaño.
- En Horses Asteroid, de Charle E Fritsch, primer cuento de una antología del mismo nombre publicada en 1970, se relata que los houyhnhnms han abandonado la Tierra en una nave espacial  y se establecieron en un asteroide.

## Adaptaciones

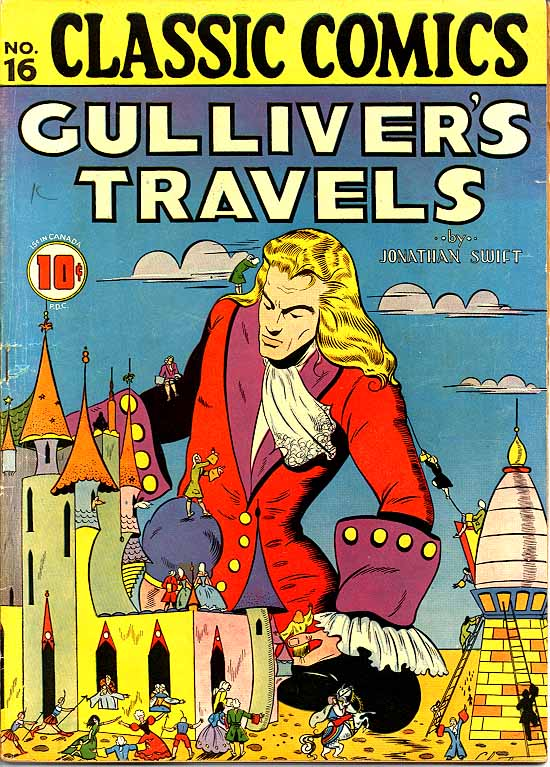
Portada de cómic por Lilian Chesney

### Música
- En 1728 el compositor barroco Georg Philipp Telemann compuso una suite en cinco movimientos para dos violines basada en el libro de Swift. La pieza de Telemann es habitualmente conocida como Los viajes de Gulliver, y presenta a los liliputienses y a los brobdingnagianos de una forma particularmente vívida a través de ritmos y tempos. La pieza forma parte de Der getreue Musik-meister ("El resuelto maestro de música") de Telemann.
- La banda ambiente Soufferance basó su álbum conceptual de 2010 en este libro. Titulado "Travels into Several Remote Nations of the Mind", el álbum presenta una sola canción de 65 minutos de largo, que lleva como título "The Thoughts and Memoirs of Mike Lachaire, First a Strange Individual, and then a Philosopher", en referencia al título completo del libro original.[28]

### Cine, televisión y radio
Los viajes de Gulliver ha sido adaptado varias veces al cine, la televisión y la radio. La mayor parte de las películas ignoran totalmente el elemento satírico.
- Los viajes de Gulliver entre los liliputienses y los gigantes (1902) Francia
- El nuevo Gulliver (1935): esta versión soviética del viaje a Liliput fue alabada por el rompedor trabajo de animación del director Aleksandr Ptushko, y guion de Sigizmund Krzhizhanovsky (no acreditado).
- Los viajes de Gulliver (1939): un clásico de animación de Max Fleischer de las aventuras de Gulliver en Liliput. Esta era la primera versión animada larga después de Blancanieves y los siete enanitos de Disney, y se pretendía que fuera sobre todo para niños. La película derivó luego en dos series cortas: los dibujos Gabby sobre un compinche liliputiense de la película, y unos dibujos Animated Antics protagonizados por Sneak, Snoop y Snitch (los tres villanos) y Twinkletoes (la paloma mensajera).
- Los tres mundos de Gulliver (1960): una vaga adaptación protagonizada por Kerwin Mathews y que presenta efectos en stop motion por Ray Harryhausen.
- Prípad pro zacínajíciho kata (1970): una película satírica por el checo Pavel Juráček, basada en el tercer libro, representando indirectamente a la Checoslovaquia comunista, guardada poroc después de su lanzamiento.[29]
- Gulliver a törpék országában (1974) Dirigida por András Rajnai para la televisión húngara (MTV), este espectáculo de una hora de duración es una adaptación del viaje de Gulliver a Brobdingnag.[30]
- Los viajes de Gulliver (película de 1977) (1977): en parte en vivo, en parte animado, protagonizada por Richard Harris.
- Los viajes de Gulliver (película de 1979) (1979): una adaptación como película para televisión realizada en Australia. Fue producida por Southern Star Group para Famous Classic Tales, con las voces de Julie Bennett, Regis Cordic, Ross Martin, Don Messick, Hal Smith, John Stephenson, y Janet Waldo.[31]
- Gulliver az óriások országában (1980). La segunda adaptación de András Rajnai para la Televisión Húngara (MTV), este espectáculo trata del viaje a Liliput.[32]
- Gulliver en Liliput (1981): BBC Classics Television. Protagonizada por Andrew Burt y Elisabeth Sladen.[33]
- Viajes de Gulliver Se produjo por Saban Entertainment. Se transmitió desde el 8 de septiembre de 1992 al 29 de junio de 1993. Es una adaptación de la novela, y abarca un total de 26 episodios.
- Los viajes de Gulliver (miniseries) (1996): En vivo, dos partes, miniserie de televisión con efectos especiales protagonizada por Ted Danson y Mary Steenburgen, presentando también una variedad de estrellas de cine en cameos.[34]
- Crayola Kids Adventures: Tales of Gulliver's Travels (1997): En vivo, directamente a video, para niños con Adam Wylie como Gulliver.[35]
- Jajantaram Mamantaram (2003): En vivo, película india para niños, protagonizada por Javed Jaffrey.[36]
- Los viajes de Gulliver (2010): Modernizada, en vivo, recrea las aventuras de Liliput con Jack Black, y aparecen también Billy Connolly, James Corden, Amanda Peet, Chris O'Dowd, Catherine Tate, Jason Segel, Emily Blunt y Olly Alexander.[37]